# Escudo de Orense
El escudo de Orense figura en un campo de plata, sobre ondas de azur y plata que representan un caudal de agua, un puente de cinco arcos de oro, sumado en su diestra por un castillo de oro, almenado, mazonado de sable y aclarado de gules y a su siniestra, un león rampante, armado uñado y linguado de oro que levanta en su diestra una espada del mismo metal, y en el centro del jefe del escudo una corona real cerrada. El escudo está timbrado con otra corona real, forrada de gules, o rojo, cerrada, que es un círculo de oro, engastado de piedras preciosas, compuesto de ocho florones de hojas de acanto, visibles cinco, interpoladas de perlas y de cada una de sus hojas salen cinco diademas sumadas de perlas que convergen en un mundo azur, con el semimeridiano y el ecuador de oro, sumado de cruz de oro.

## Escudo de la Provincia de Orense
La Diputación provincial emplea un escudo que puede considerarse como el de la Provincia de Orense que cuenta con los mismos elementos que el de la ciudad de Orense pero diferenciándose de éste en el esmalte (color) del león que es de gules y no de oro, como la espada que porta. 

Escudo de la Diputación Provincial de Orense.